# Summer Britcher
Summer Britcher (* 21. März 1994 in Baltimore) ist eine US-amerikanische Rennrodlerin.

## Werdegang
Britcher hatte ihren ersten internationalen Erfolg bei den Olympischen Jugend-Winterspielen 2012 in Innsbruck. Dort gewann sie in der Team-Staffel die Goldmedaille. Im Einzel wurde sie Fünfte. Ihren ersten Weltcup bestritt sie zu Beginn der Saison 2013/14 in Innsbruck-Igls und belegte dabei den achten Platz. Im weiteren Saisonverlauf kam sie im Weltcup zweimal unter die ersten Zehn und belegte zum Saisonende den 14. Platz im Gesamtweltcup der Einsitzer. Beim Saisonhöhepunkt den Olympischen Winterspielen 2014 in Sotschi errang sie den 15. Platz. In der folgenden Saison erzielte sie im Weltcup vier Top-Zehn-Resultate und belegte damit den 12. Platz im Gesamtweltcup der Einsitzer. Nach Platz fünf in Innsbruck-Igls zu Beginn der Saison 2015/16, erreichte sie mit dem dritten Platz in Lake Placid ihre erste Podestplatzierung im Weltcup. Beim folgenden Weltcup in Park City holte sie ihre ersten Weltcupsiege. Sie gewann im Einsitzer sowie im Sprintrennen. Auch in der folgenden Woche siegte sie in Calgary im Sprintrennen. Im Einsitzer kam sie dort auf den dritten Platz. Es folgten in der Saison vier weitere Top-Zehn-Resultate, darunter drei achte Plätze. Beim Saisonhöhepunkt, den Rennrodel-Weltmeisterschaften 2016 am Königssee, wurde sie Siebte im Einsitzer und Vierte im Sprintrennen. Die Saison beendete sie auf dem fünften Platz im Gesamtweltcup der Einsitzer.

## Junioren-Weltmeisterschaften
| Jahr | Platz | Disziplin   |
| ---- | ----- | ----------- |
| 2014 | 5.    | Juniorinnen |

## FIL U-23-Weltmeisterschaften
| Jahr | Platz | Disziplin |
| ---- | ----- | --------- |
| 2015 | 2.    | Einsitzer |
| 2016 | 2.    | Einsitzer |
| 2017 | 1.    | Einsitzer |

## FIL-Weltmeisterschaften
| Jahr | Platz | Disziplin        |
| ---- | ----- | ---------------- |
| 2015 | 09.   | Einsitzer        |
| 2016 | 04.   | Sprint Einsitzer |
| 2016 | 07.   | Einsitzer        |
| 2017 | 11.   | Sprint Einsitzer |
| 2017 | 04.   | Einsitzer        |
| 2019 | 08.   | Sprint Einsitzer |
| 2019 | 05.   | Einsitzer        |
| 2020 | 07.   | Sprint Einsitzer |
| 2020 | 07.   | Einsitzer        |
| 2021 | 07.   | Sprint Einsitzer |
| 2021 | 06.   | Einsitzer        |
| 2023 | 15.   | Sprint Einsitzer |
| 2023 | 12.   | Einsitzer        |

## Weltcup-Gesamtplatzierungen
| Saison  | Platz | Gesamt-Punkte | Gesamt-Zeit | Disziplin              |
| ------- | ----- | ------------- | ----------- | ---------------------- |
| 2013/14 | 14.   | 249           | –           | Einsitzer Damen        |
| 2014/15 | 12.   | 333           | –           | Einsitzer Damen        |
| 2015/16 | 03.   | –             | 1:30.132    | Sprint Einsitzer Damen |
| 2015/16 | 05.   | 726           | –           | Einsitzer Damen        |
| 2016/17 | 06.   | –             | 1:43.486    | Sprint Einsitzer Damen |
| 2016/17 | 10.   | 480           | –           | Einsitzer Damen        |
| 2017/18 | 02.   | –             | 2:18.801    | Sprint Einsitzer Damen |
| 2017/18 | 03.   | 726           | –           | Einsitzer Damen        |
| 2018/19 | 03.   | –             | 1:39.755    | Sprint Einsitzer Damen |
| 2018/19 | 03.   | 637           | –           | Einsitzer Damen        |
| 2019/20 | –     | –             | –           | Sprint Einsitzer Damen |
| 2019/20 | 05.   | 523           | –           | Einsitzer Damen        |
| 2020/21 | 12.   | 060           | –           | Sprint Einsitzer Damen |
| 2020/21 | 16.   | 264           | –           | Einsitzer Damen        |
| 2021/22 | 11.   | 085           | –           | Sprint Einsitzer Damen |
| 2021/22 | 11.   | 335           | –           | Einsitzer Damen        |
| 2022/23 | 13.   | 088           | –           | Sprint Einsitzer Damen |
| 2022/23 | 16.   | 279           | –           | Einsitzer Damen        |
| 2023/24 | 14.   | 085           | –           | Sprint Einsitzer Damen |
| 2023/24 | 13.   | 413           | –           | Einsitzer Damen        |

## Olympische Jugend-Winterspiele
| Jahr | Platz | Disziplin   | Ort            |
| ---- | ----- | ----------- | -------------- |
| 2012 | 5.    | Einsitzer   | Innsbruck-Igls |
| 2012 | 1.    | Teamstaffel | Innsbruck-Igls |

## Olympische Winterspiele
| Jahr | Platz | Disziplin    | Ort         |
| ---- | ----- | ------------ | ----------- |
| 2014 | 15.   | Einsitzer    | Sochi       |
| 2018 | 19.   | Einsitzer    | Pyeongchang |
| 2018 | 04.   | Team-Staffel | Pyeongchang |
| 2022 | 23.   | Einsitzer    | Pyeongchang |

## Weltcupsiege
Einsitzer
| Nr. | Datum         | Ort                  | Bahn                                              |
| --- | ------------- | -------------------- | ------------------------------------------------- |
| 1.  | 11. Dez. 2015 | Park City            | Bobbahn Park City                                 |
| 2.  | 12. Dez. 2015 | Park City (Sprint)   | Utah Olympic Park                                 |
| 3.  | 19. Dez. 2015 | Calgary (Sprint)     | Bob- und Rennschlittenbahn im Canada Olympic Park |
| 4.  | 20. Jan. 2018 | Lillehammer          | Bob- und Rennschlittenbahn Hunderfossen           |
| 5.  | 20. Jan. 2018 | Lillehammer (Sprint) | Bob- und Rennschlittenbahn Hunderfossen           |